# Joan Anton Benach i Olivella
Joan Anton Benach i Olivella   (Vilafranca del Penedès, 1936 - Barcelona, 10 de febrer de 2024) va ser un crític teatral i periodista cultural català. Va ser patró de la Fundació Teatre Lliure des dels seus inicis.
Va iniciar-se com a crític a El Correo Catalán (1966-1979), activitat que va reprendre des de La Vanguardia l'any 1985 fins al 2015. Entre el 1979 i el 1983 va ser delegat dels Serveis de Cultura de l'Ajuntament de Barcelona, des d'on va revitalitzar els museus i l'escena teatral barcelonina. El 1986 va fundar la revista Barcelona Metròpolis Mediterrània, que va dirigir fins a l'any 2006. Va publicar la biografia Henández Pijoan i nombrosos treballs i articles sobre teatre català contemporani.